# Jason Statham
Jason Statham (Shirebrook, 26. srpnja 1967.) britanski je glumac i producent. Prepoznatljiv je po utjelovljenju čvrstih, žilavih i često nasilnih likova u raznim akcijskim trilerima, a često se navodi kao ključna figura u povratku popularnosti akcijskih filmova tijekom 2000-ih i 2010-ih. Do 2017. njegovi su filmovi ostvarili zaradu veću od 1,1 milijarde funti (1,5 milijardi dolara), što ga čini jednom od najunosnijih zvijezda filmske industrije.
Još od mladosti, Statham je pokazivao interes za borilačke vještine, rekreativno trenirajući kineske borilačke vještine, kickboxing i karate. Paralelno je radio na lokalnim tržnicama, a uz to se isticao kao talentirani nogometaš i skakač u vodu. Bio je član britanske reprezentacije u skokovima u vodu i 1990. godine je predstavljao Englesku na Igrama Commonwealtha. Nedugo nakon sportske karijere, započeo je modeling za poznate robne marke poput French Connectiona, Tommyja Hilfigera i Levi'sa, sudjelujući u njihovim reklamnim kampanjama.
Stathamova prošlost kao trgovca na tržnicama poslužila je kao inspiracija za njegov angažman u kriminalističkim filmovima Guya Ritchieja, Lopovi, ubojice i dvije nabijene puške (1998.) i Zdrpi i briši (2000.). Oba su filma postigla velik komercijalni uspjeh i pomogla Stathamu da postane zvijezda. Nakon toga, ostvario je sporedne uloge u američkim akcijskim filmovima Turn It Up (2000.), Duhovi Marsa i Jedan jedini (oba 2001.). Od 2002. do 2008. tumačio je glavnu ulogu u prva tri filma iz serijala Transporter (2002. – 2008.), čime je učvrstio svoj status akcijske zvijezde. Godine 2003. pojavio se u ansambl akcijskom filmu o pljački, Dobar posao u Italiji. Nastavio je tumačiti glavne uloge u komercijalno uspješnim filmovima poput Ubrzanje (2006.), Pljačka (2008.), Ledeni ubojica (2011.), Neprijatelj pred vratima (2013.), Ledeni ubojica: Povratak (2016.), Meg: Predator iz dubina (2018.), Dani gnjeva (2021.), Meg 2: Put u dubinu (2023.) i Pčelar (2024.). 
Statham je također glumio Leeja Christmasa u serijalu akcijskih filmova Plaćenici (2010. – 2023.) te Deckarda Shawa u franšizi Brzi i žestoki (2013. – 2023.), uključujući spin-off Brzi i žestoki: Hobbs i Shaw (2019.), gdje se pojavio i kao koproducent. Njegov glasovni rad uključuje naraciju u dokumentarnom filmu Truth in 24 i njegovu nastavku iz 2012. te glasovnu ulogu u animiranom filmu Gnomeo & Juliet (2011.).

## Životopis
Statham je rođen u Shirebrooku, kao sin barskog pjevača i plesačice. U djetinjstvu je igrao nogomet i bio ulični zabavljač, ali su ga od svega najviše zanimali skokovi u vodu. Bio je dvanaest godina član britanske reprezentacije te je na SP-u 1992. zauzeo 12. mjesto.
Stathama je opazio redatelj Guy Ritchie dok je ovaj radio kao model. Godine 1998. dao mu je ulogu u svojem hitu Lopovi, ubojice i dvije nabijene puške, čime je Statham postao glumac praktično bez ikakvog glumačkog obrazovanja. Slijedila je uloga u još jednom Ritchiejevom filmu, Zdrpi i briši iz 2000. godine. Nakon što je film zaradio preko 80 milijuna dolara, Stathamu su bila otvorena vrata Hollywooda te se on 2001. pojavio u dva filma: Jedan jedini s Jetom Lijem i Duhovi Marsa s Ice Cubeom.
Možda najpoznatija Stathamova uloga je ona u filmu Transporter iz 2002. godine, gdje glumi profesionalnog vozača Franka Martina, koji dođe u sukob s mafijom. Snimljena su i dva nastavka filma, Transporter 2 (2005.) i Transporter 3 (2008.).
Godine 2010. nastupio je u akcijskom filmu Plaćenici pored Sylvestera Stallonea koji je ujedno i redatelj filma. Osim njih dvojice, u filmu glume i ostali ponajbolji pripadnici žanra akcijskih filmova poput Jet Lija i Dolpha Lundgrena, uz cameo uloge Arnolda Schwarzeneggera i Brucea Willisa.
Godine 2015. proslavio se u filmu Brzi i žestoki 7, u kojem je glumio glavnog negativca. Film je u prvih pet dana prikazivanja u kinima zaradio 397,6 milijuna dolara. Film je ukupno zaradio više od 1,5 milijarde dolara diljem svijeta, čime postaje najuspješniji film u franšizi nakon samo dvanaest dana prikazivanja.
Godine 2016. prikazao je novu dimenziju akcijskih radnji u filmu Mechanic: Resurrection. Zajedno s Jessicom Albom vrhunski se uživio u ulogu i dao publici ono što se od njega uostalom i očekivalo.

## Filmografija

### Film
| Godina | Naslov                                 | Uloga                             | Bilješke                       |
| ------ | -------------------------------------- | --------------------------------- | ------------------------------ |
| 1998.  | Lopovi, ubojice i dvije nabijene puške | Bacon                             | Filmski debut                  |
| 2000.  | Zdrpi i briši                          | Turkish                           | druga suradnja s Guy Ritchijem |
| 2000.  | Turn It Up                             | Mr. B                             |                                |
| 2001.  | Duhovi Marsa                           | nar. Jericho Butler               |                                |
| 2001.  | Jedan jedini                           | agent Evan Funsch                 | prva suradnja s Jetom Lijem    |
| 2001.  | Mean Machine                           | Monk                              |                                |
| 2002.  | Transporter                            | Frank Martin                      |                                |
| 2003.  | Dobar posao u Italiji                  | Handsome Rob                      |                                |
| 2004.  | Collateral                             | čovjek na aerodromu               | cameo uloga                    |
| 2004.  | Cellular                               | Ethan Greer                       |                                |
| 2005.  | Transporter 2                          | Frank Martin                      |                                |
| 2005.  | Revolver                               | Jake Green                        |                                |
| 2005.  | London                                 | Bateman                           |                                |
| 2005.  | Kaos                                   | det. Quentin Conners              |                                |
| 2006.  | Pink Panther                           | Yves Gluant                       | nenaveden                      |
| 2006.  | Ubrzanje                               | Chev Chelios                      |                                |
| 2007.  | Gad                                    | agent John Crawford               | druga suradnja s Jetom Lijem   |
| 2008.  | Pljačka banke                          | Terry Leather                     |                                |
| 2008.  | U ime Kralja                           | Farmer Daimon                     |                                |
| 2008.  | Smrtonosna utrka                       | Jensen Garner "Frankenstein" Ames |                                |
| 2008.  | Transporter 3                          | Frank Martin                      |                                |
| 2009.  | Ubrzanje: Visoki napon                 | Chev Chelios                      |                                |
| 2010.  | 13                                     | Jasper Bagges                     |                                |
| 2010.  | Plaćenici                              | Lee Christmas                     | treća suradnja s Jetom Lijem   |
| 2011.  | Ledeni ubojica                         | Arthur Bishop                     |                                |
| 2011.  | Gnomeo & Juliet                        | Tybalt                            | glas                           |
| 2011.  | Blitz                                  | det. Tom Brant                    |                                |
| 2011.  | Elitni ubojice                         | Danny Bryce                       |                                |
| 2011.  | Ledeni ubojica                         | Arthur Bishop                     |                                |
| 2012.  | Profesionalac                          | Luke Wright                       |                                |
| 2012.  | Plaćenici 2                            | Lee Christmas                     |                                |
| 2013.  | Parker                                 | Parker                            |                                |
| 2013.  | Iskupljenje                            | Joey                              |                                |
| 2013.  | Brzi i žestoki 6                       | Deckard Shaw                      | cameo uloga                    |
| 2013.  | Neprijatelj pred vratima               | Phil Broker                       |                                |
| 2014.  | Plaćenici 3                            | Lee Christmas                     |                                |
| 2015.  | Brzi i žestoki 7                       | Deckard Shaw                      |                                |
| 2015.  | Wild Card                              | Nick Wild                         |                                |
| 2015.  | Špijunka                               | Rick Ford                         |                                |
| 2016.  | Ledeni ubojica: Povratak               | Sam Hazeldine                     |                                |

### Videoigre
| Godina | Naslov                       | Uloga           | Bilješke     | Izvori |
| ------ | ---------------------------- | --------------- | ------------ | ------ |
| 2002.  | Red Faction II               | Mandril Shrike  |              | [ 6 ]  |
| 2003.  | Call of Duty                 | Narednik Waters |              |        |
| 2015.  | Sniper X s Jasonom Stathamom | Vođa tima       | Mobilna igra | [ 7 ]  |

### Glazbeni spotovi
| Godina | Umjetnici           | Naslov                       | Bilješke          | Izvori |
| ------ | ------------------- | ---------------------------- | ----------------- | ------ |
| 1993.  | The Shamen          | "Comin' On"                  | Prateći plesač    | [ 8 ]  |
| 1994.  | Erasure             | "Run to the Sun"             | Prateći plesač    |        |
| 1995.  | The Beautiful South | "Dream a Little Dream of Me" | Ljubitelj filmova |        |
| 2014.  | Calvin Harris       | "Summer"                     | Vozač             | [ 9 ]  |

### Reklame
| Godina | Naslov                      | Uloga       | Bilješke                       | Izvori |
| ------ | --------------------------- | ----------- | ------------------------------ | ------ |
| 1997.  | Soccer Nation               |             |                                | [ 10 ] |
| 1997.  | Lee Jeans                   |             |                                |        |
| 2003.  | Kit Kat                     |             |                                |        |
| 2009.  | Audi “The Chase”            |             | Super Bowl reklama             | [ 11 ] |
| 2011.  | G-Energy                    |             |                                | [ 12 ] |
| 2016.  | LG G5 & Friends             |             |                                | [ 13 ] |
| 2017.  | Wix.com                     |             | Super Bowl reklama s Gal Gadot | [ 14 ] |
| 2024.  | Volkswagen Transporter      | Transporter |                                | [ 15 ] |
| 2024.  | World of Tanks: Holiday Ops |             |                                |        |

## Vanjske poveznice
- Jason Statham u internetskoj bazi filmova IMDb-u (engl.)
- Jason Statham Online  Arhivirana inačica izvorne stranice od 16. ožujka 2009. (Wayback Machine) - neslužbena stranica (engl.)
- Jason Statham - Filmografija (hrv.)